# 百年住宅
百年住宅株式会社（ひゃくねんじゅうたく）は、静岡県静岡市に本社を置く日本の住宅メーカー。静岡県を中心にコンクリートプレハブ工法による鉄筋コンクリート構造の一戸建て住宅（注文建設および建て売り）を取り扱う。
2010年に静岡レスコハウスより事業を引き継ぐ。
現在静岡県でレスコハウスの特約店をしている株式会社プライムホームとは無関係。

## 特徴
工場で予め製造されたコンクリートパネル（PCパネル）を現場で組み立てる工法を取っている。PCパネルで荷重を支えるので構造体としての柱は存在しない。断熱はウレタン吹き付けの内断熱である。業界初の地震保証・津波保証を打ち出している。

## 事業所
- 本社・静岡支店

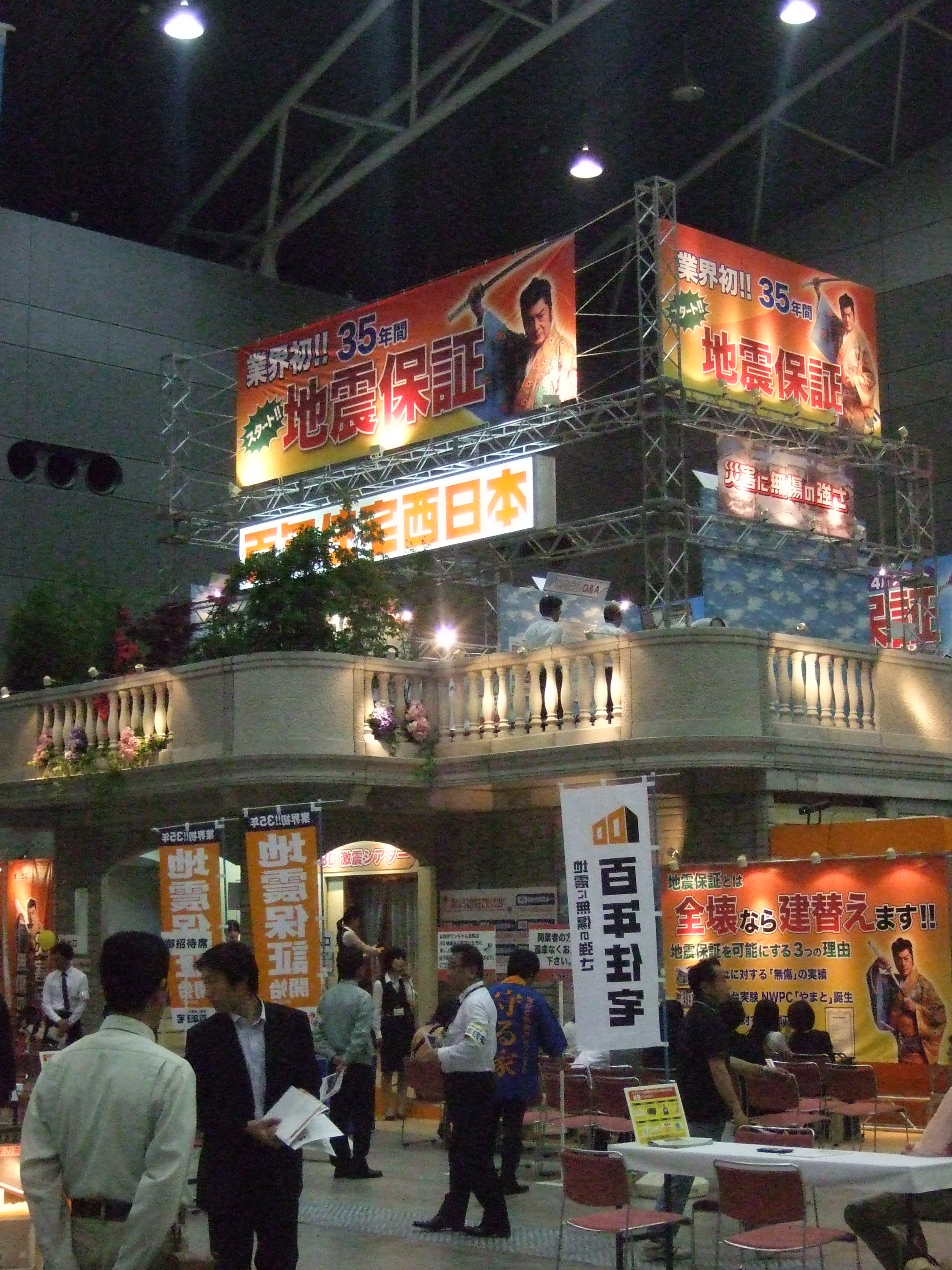
販売拡大イベント中の百年住宅ブース

  - 静岡県静岡市駿河区大谷2丁目20-23（本社4階・静岡支店2階）
- 静岡第一展示場・静岡第二展示場
  - 静岡県静岡市駿河区桃園町1-1 SBSマイホームセンター
- 静岡東展示場
  - 静岡県静岡市清水区堀込430 SBSマイホームセンター
- 藤枝展示場
  - 静岡県藤枝市五十海3丁目12-2 SBSマイホームセンター
- 浜松第一展示場・浜松第二展示場
  - 静岡県浜松市南区青屋町400 SBSマイホームセンター
- 浜北展示場
  - 静岡県浜松市浜北区染地台5-6 浜北中日ハウジングセンター
- 磐田展示場
  - 静岡県磐田市富岡677 SBSマイホームセンター
- 掛川展示場
  - 静岡県掛川市成滝600-1 SBSマイホームセンター
- 三島第一展示場・三島第二展示場・三島第三展示場
  - 静岡県三島市松本27 SBSマイホームセンター
- 富士展示場
  - 静岡県富士市今井348-4 SBSマイホームセンター
- 三島工事センター
  - 静岡県駿東郡清水町卸団地235

## 関連企業
- 百年住宅中部
2012年11月に大洋ヨーコン建設株式会社が傘下入りし、2013年1月に商号変更。
- 百年住宅西日本
宇部興産傘下だったウベハウスの経営破たん（2008年・民事再生法申請）による経営再建のための受け皿会社。